# Ramp op de USS Princeton
De ramp op de USS Princeton vond plaats op 28 februari 1844. Aan boord van het schip explodeerde een kanon waardoor verschillende prominente Amerikaanse politici het leven verloren.

## Gebeurtenis
De USS Princeton werd op 5 september 1833 te water gelaten en was een de modernste oorlogsschepen van haar tijd. Op 28 februari 1844 was er een bezichtiging in de haven van Alexandria, Virginia. Onder de aanwezigen was de Amerikaanse president John Tyler en zijn kabinet, de voormalige first lady Dolley Madison, senator Thomas Hart Benton en vierhonderd anderen. Kapitein Robert Stockton was enthousiast over de bewapening van het schip waaronder twee grote kanonnen. Hij liet zich overhalen een saluutschot te geven met een van die kanonnen, maar in plaats van een saluutschot te geven explodeerde het kanon. De metalen scherven zorgden voor zes doden en twintig gewonden onder de toeschouwers.
Onder de doden waren de minister van Buitenlandse Zaken Abel Upshur, de minister van Marine Thomas Gilmer, de Amerikaanse zaakgelastigde naar België Virgil Maxcy, de persoonlijke slaaf van president Tyler Armistead en David Gardiner, de vader van Julia Gardiner, de toenmalige verloofde en later tweede vrouw van president Tyler. Zij zou na het horen van het nieuws zijn flauw gevallen in de armen van de president. President Tyler bevond zich op het moment van de explosie benedendeks.